# 1.ª etapa del Giro de Italia 2023
La 1.ª etapa del Giro de Italia 2023 tuvo lugar el 6 de mayo de 2022 y consistió en una contrarreloj individual con inicio en Fossacesia y final en Ortona sobre un recorrido de 19,6 km. El vencedor fue el belga Remco Evenepoel del equipo Soudal Quick-Step, siendo además el primer líder de la prueba.

## Clasificación de la etapa
| Fossacesia - Ortona | contrarreloj individual | (19,6 km) |

| \| Clasificación de la etapa \| Clasificación de la etapa \| Clasificación de la etapa \| Clasificación de la etapa \| Clasificación de la etapa \| \| Ciclista \| Ciclista \| Equipo \| Tiempo \| \| \| ------------------------- \| ------------------------- \| ------------------------- \| ------------------------- \| ------------------------- \| \| 1.º \| Remco Evenepoel \| Soudal Quick-Step \| 21 min 18 s \| \| \| 2.º \| Filippo Ganna \| Ineos Grenadiers \| + 22 s \| \| \| 3.º \| João Almeida \| UAE Team Emirates \| + 29 s \| \| \| 4.º \| Tao Geoghegan Hart \| Ineos Grenadiers \| + 40 s \| \| \| 5.º \| Stefan Küng \| Groupama-FDJ \| + 43 s \| \| \| 6.º \| Primož Roglič \| Jumbo-Visma \| + 43 s \| \| \| 7.º \| Jay Vine \| UAE Team Emirates \| + 46 s \| \| \| 8.º \| Brandon McNulty \| UAE Team Emirates \| + 48 s \| \| \| 9.º \| Geraint Thomas \| Ineos Grenadiers \| + 55 s \| \| \| 10.º \| Aleksandr Vlásov \| Bora-Hansgrohe \| + 55 s \| \| |                    |                   |             |
| |                    |                   |             |
| Fuente: ProCyclingStats |                    |                   |             |
| Clasificación de la etapa |                    |                   |             |
| Ciclista | Ciclista           | Equipo            | Tiempo      |
| 1.º | Remco Evenepoel    | Soudal Quick-Step | 21 min 18 s |
| 2.º | Filippo Ganna      | Ineos Grenadiers  | + 22 s      |
| 3.º | João Almeida       | UAE Team Emirates | + 29 s      |
| 4.º | Tao Geoghegan Hart | Ineos Grenadiers  | + 40 s      |
| 5.º | Stefan Küng        | Groupama-FDJ      | + 43 s      |
| 6.º | Primož Roglič      | Jumbo-Visma       | + 43 s      |
| 7.º | Jay Vine           | UAE Team Emirates | + 46 s      |
| 8.º | Brandon McNulty    | UAE Team Emirates | + 48 s      |
| 9.º | Geraint Thomas     | Ineos Grenadiers  | + 55 s      |
| 10.º | Aleksandr Vlásov   | Bora-Hansgrohe    | + 55 s      |

## Clasificaciones al final de la etapa

### Clasificación general(Maglia Rosa)
| \| Clasificación general \| Clasificación general \| Clasificación general \| Clasificación general \| Clasificación general \| \| Ciclista \| Ciclista \| Equipo \| Tiempo \| \| \| --------------------- \| --------------------- \| --------------------- \| --------------------- \| --------------------- \| \| 1.º \| Remco Evenepoel \| Soudal Quick-Step \| 21 min 18 s \| \| \| 2.º \| Filippo Ganna \| Ineos Grenadiers \| + 22 s \| \| \| 3.º \| João Almeida \| UAE Team Emirates \| + 29 s \| \| \| 4.º \| Tao Geoghegan Hart \| Ineos Grenadiers \| + 40 s \| \| \| 5.º \| Stefan Küng \| Groupama-FDJ \| + 43 s \| \| \| 6.º \| Primož Roglič \| Jumbo-Visma \| + 43 s \| \| \| 7.º \| Jay Vine \| UAE Team Emirates \| + 46 s \| \| \| 8.º \| Brandon McNulty \| UAE Team Emirates \| + 48 s \| \| \| 9.º \| Geraint Thomas \| Ineos Grenadiers \| + 55 s \| \| \| 10.º \| Aleksandr Vlásov \| Bora-Hansgrohe \| + 55 s \| \| |                    |                   |             |
| |                    |                   |             |
| Fuente: ProCyclingStats |                    |                   |             |
| Clasificación general |                    |                   |             |
| Ciclista | Ciclista           | Equipo            | Tiempo      |
| 1.º | Remco Evenepoel    | Soudal Quick-Step | 21 min 18 s |
| 2.º | Filippo Ganna      | Ineos Grenadiers  | + 22 s      |
| 3.º | João Almeida       | UAE Team Emirates | + 29 s      |
| 4.º | Tao Geoghegan Hart | Ineos Grenadiers  | + 40 s      |
| 5.º | Stefan Küng        | Groupama-FDJ      | + 43 s      |
| 6.º | Primož Roglič      | Jumbo-Visma       | + 43 s      |
| 7.º | Jay Vine           | UAE Team Emirates | + 46 s      |
| 8.º | Brandon McNulty    | UAE Team Emirates | + 48 s      |
| 9.º | Geraint Thomas     | Ineos Grenadiers  | + 55 s      |
| 10.º | Aleksandr Vlásov   | Bora-Hansgrohe    | + 55 s      |

### Clasificación por puntos(Maglia Ciclamino)
| Clasificación por puntos | Clasificación por puntos | Clasificación por puntos | Clasificación por puntos | Clasificación por puntos |
| Ciclista                 | Ciclista                 | Equipo                   | Puntos                   |                          |
| ------------------------ | ------------------------ | ------------------------ | ------------------------ | ------------------------ |
| 1.º                      | Remco Evenepoel          | Soudal Quick-Step        | 15 pts                   |                          |
| 2.º                      | Filippo Ganna            | Ineos Grenadiers         | 12 pts                   |                          |
| 3.º                      | João Almeida             | UAE Team Emirates        | 9 pts                    |                          |
| 4.º                      | Tao Geoghegan Hart       | Ineos Grenadiers         | 7 pts                    |                          |
| 5.º                      | Stefan Küng              | Groupama-FDJ             | 6 pts                    |                          |
| 6.º                      | Primož Roglič            | Jumbo-Visma              | 5 pts                    |                          |
| 7.º                      | Jay Vine                 | UAE Team Emirates        | 4 pts                    |                          |
| 8.º                      | Brandon McNulty          | UAE Team Emirates        | 3 pts                    |                          |
| 9.º                      | Geraint Thomas           | Ineos Grenadiers         | 2 pts                    |                          |
| 10.º                     | Aleksandr Vlásov         | Bora-Hansgrohe           | 1 pt                     |                          |

### Clasificación de la montaña(Maglia Azzurra)
| Clasificación de la montaña | Clasificación de la montaña | Clasificación de la montaña | Clasificación de la montaña | Clasificación de la montaña |
| Ciclista                    | Ciclista                    | Equipo                      | Puntos                      |                             |
| --------------------------- | --------------------------- | --------------------------- | --------------------------- | --------------------------- |
| 1.º                         | Tao Geoghegan Hart          | Ineos Grenadiers            | 3 pts                       |                             |
| 2.º                         | João Almeida                | UAE Team Emirates           | 2 pts                       |                             |
| 3.º                         | Marius Mayrhofer            | Team DSM                    | 1 pt                        |                             |

### Clasificación de los jóvenes(Maglia Bianca)
| Clasificación del mejor joven | Clasificación del mejor joven | Clasificación del mejor joven | Clasificación del mejor joven | Clasificación del mejor joven |
| Ciclista                      | Ciclista                      | Equipo                        | Tiempo                        |                               |
| ----------------------------- | ----------------------------- | ----------------------------- | ----------------------------- | ----------------------------- |
| 1.º                           | Remco Evenepoel               | Soudal Quick-Step             | 21 min 18 s                   |                               |
| 2.º                           | João Almeida                  | UAE Team Emirates             | + 29 s                        |                               |
| 3.º                           | Brandon McNulty               | UAE Team Emirates             | + 48 s                        |                               |
| 4.º                           | Ilan Van Wilder               | Soudal Quick-Step             | + 1 min 12 s                  |                               |
| 5.º                           | Daan Hoole                    | Trek-Segafredo                | + 1 min 17 s                  |                               |
| 6.º                           | Andreas Leknessund            | Team DSM                      | + 1 min 18 s                  |                               |
| 7.º                           | Jonathan Milan                | Bahrain Victorious            | + 1 min 27 s                  |                               |
| 8.º                           | Thymen Arensman               | Ineos Grenadiers              | + 1 min 31 s                  |                               |
| 9.º                           | Marco Frigo                   | Israel-Premier Tech           | + 1 min 41 s                  |                               |
| 10.º                          | Michel Heßmann                | Jumbo-Visma                   | + 1 min 44 s                  |                               |

### Clasificación por equipos"Súper team"
| Clasificación por equipos | Clasificación por equipos | Clasificación por equipos | Clasificación por equipos |
| Equipo                    | Equipo                    | Tiempo                    |                           |
| ------------------------- | ------------------------- | ------------------------- | ------------------------- |
| 1.º                       | Ineos Grenadiers          | 1 h 05 min 51 s           |                           |
| 2.º                       | UAE Team Emirates         | + 6 s                     |                           |
| 3.º                       | Soudal Quick-Step         | + 38 s                    |                           |
| 4.º                       | Groupama-FDJ              | + 1 min 26 s              |                           |
| 5.º                       | Bora-Hansgrohe            | + 1 min 44 s              |                           |
| 6.º                       | Team Jayco AlUla          | + 1 min 46 s              |                           |
| 7.º                       | Trek-Segafredo            | + 1 min 49 s              |                           |
| 8.º                       | Jumbo-Visma               | + 1 min 56 s              |                           |
| 9.º                       | EF Education-EasyPost     | + 2 min 24 s              |                           |
| 10.º                      | Bahrain Victorious        | + 2 min 34 s              |                           |

## Abandonos
Ninguno.